# Batu Lintang
Batu Lintang is een bestuurslaag in het regentschap Empat Lawang van de provincie Zuid-Sumatra, Indonesië. Batu Lintang telt 921 inwoners (volkstelling 2010).